# Tshela
Tshela este un oraș în  provincia Bas-Congo, Republica Democrată Congo. În 2012 avea o populație de 45 588 de locuitori, iar în 2004 avea 37 088.